# Jenő Dulovits

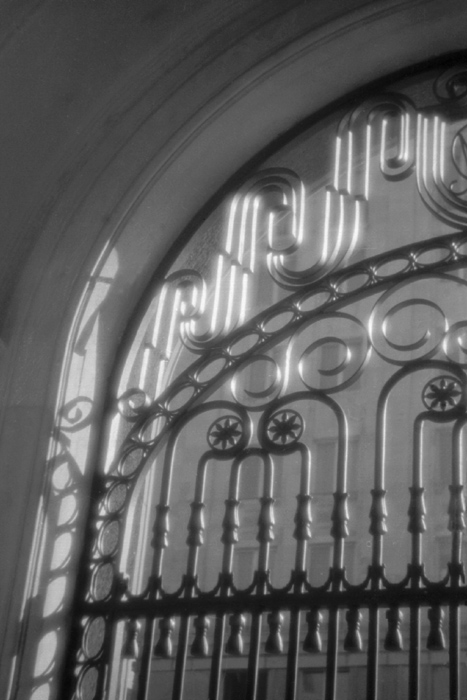
Lichtbild mit Practica, Carl Zeiss Jena Biometar 1:2.8 f=80 mm und Duto-Scheibe 1955 aufgenommen

Jenő Dulovits (* 22. Juni 1903 in Budapest; † 24. Juli 1972 ebenda) war ein ungarischer Lichtbildner, Filmkameramann und Entwerfer von Fotokameras und -zubehör.

## Leben und Werk
Jenő Dulovits war von Beruf Lehrer. Er beschäftigte sich mit Kleinbildfotografie und benutzte hauptsächlich eine Contax-Messsucherkamera.
Er erfand eine Entwicklungsmethode für Kleinbild-Schwarzweißfilme, die eine Überbrückung starker Kontraste, z. B. bei Gegenlichtaufnahmen, ermöglichte. Dabei benutzte er einen Entwickler nach folgendem Rezept:
- 4,8 g Metol,
- 180 g kristallines (oder 90 g wasserfreies) Natriumsulfit,
- 6,4 g Kaliummetabisulfit,
- 800 cm³ Wasser (bis 1000 cm³ Lösung auffüllen).

Dieser Entwickler ermöglichte eine mäßige Überbelichtung, die Schattendetails zeigte, ohne die Lichterdetails durch eine totale Schwärzung zu verflachen. Die Lichterpartien blieben im Negativ bräunlich durchscheinend. Der Entwickler lieferte ausgeglichene, feinkörnige Negative.
Jenő Dulovits erfand gemeinsam mit Miklos Tóth im Jahr 1932 den Duto-Weichzeichnervorsatz, der auf den Aufnahmen kontrastreicher Motive (z. B. Gegenlichtaufnahmen) um die Spitzenlichter verwaschen begrenzte Lichtsäume erzeugte. Der Duto-Weichzeichnervorsatz bestand aus einer farblosen Planglasscheibe mit eingeätzten konzentrischen Ringen, die einen Teil der Lichtstrahlen ablenkte. Ähnliche Objektivvorsätze werden auch heute vom Fotofachhandel angeboten. Sie können spezielle weichzeichnende Objektive, wie „Imagon“ von Rodenstock, kostengünstig ersetzen.
In einer Zusammenarbeit mit den Budapester optischen Werken Gamma entwarf Jenő Dulovits zuerst eine Kleinbildkamera für das reduzierte Format 24 × 32 mm mit Fernrohrsucher „Dufo“, und dann eine einäugige Spiegelreflex „Duflex“ mit automatisch hochklappendem Spiegel und automatischer Blende. Der Sucher war mit einem Porro-Prisma (kein Pentaprisma) ausgerüstet. Die „Duflex“-Kamera wurde am 23. August 1943 patentiert. Wegen der Kriegsverhältnisse wurden die ersten „Duflex“-Kameras erst 1947 von den staatlichen ungarischen MOM-Kamerawerken hergestellt.

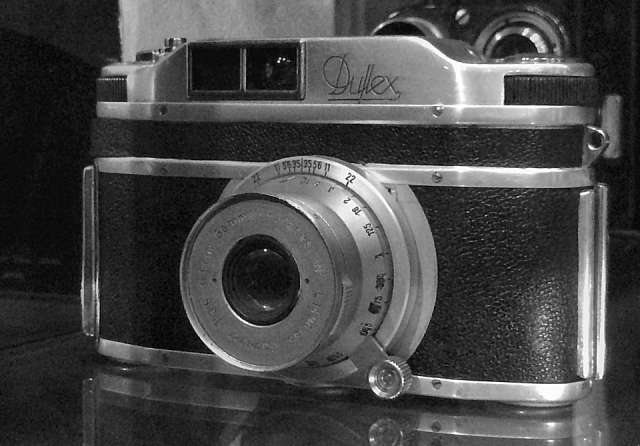
Eine Gamma Duflex SLR im ungarischen Photographiemuseum in Budapest

Dulovits starb am 24. Juli 1972 im Alter von 69 Jahren in seiner Geburtsstadt Budapest und fand seine letzte Ruhestätte auf dem dortigen Farkasréti-Friedhof (ungarisch Farkasréti temető).

## Bücher
- Jenő Dulovits: Lichtkontraste und ihre Überwindung. Die Galerie, Wien 1937.
- Jenő Dulovits: Meine Technik – meine Bilder. Wilhelm Knapp Verlag, Halle (Saale) 1951.